# طوة (بني سويف)
قرية طوه هي إحدى القرى التابعة لمركز ببا في محافظة بني سويف في جمهورية مصر العربية. حسب إحصاءات سنة 2006، بلغ إجمالي السكان في طوه 6872 نسمة، منهم 3479 رجل و3393 امرأة.